# Take Me Out (obra de teatro)
Take Me Out (en español: Sácame del clóset) es una obra de teatro de 2002, escrita por el dramaturgo estadounidense Richard Greenberg, originalmente presentada por Donmar Warehouse, Londres, con The Public Theatre. Se estrenó off-Broadway el 5 de septiembre de 2002, en el Joseph Papp Public Theater, e hizo su debut en Broadway el 27 de febrero de 2003, en el Walter Kerr Theatre, donde realizó 355 actuaciones. Ganó el Premio Tony a la Mejor Obra del año 2003.

## Trama
Gran parte de la obra se desarrolla en el vestidor de un equipo de béisbol profesional y, como tal, tiene un elenco masculino que explora temas como la homofobia, el racismo, el clasismo y la masculinidad en el deporte.
El personaje principal de la obra, Darren Lemming, es un jugador de béisbol de raza mixta, popular y exitoso en la cima de su carrera cuando decide salir del clóset. Varios de sus compañeros de equipo reaccionan fuertemente, algunos apoyándolo y aceptándolo, y otros no. Y el drama se desarrolla durante el transcurso de una temporada de béisbol con trágicas consecuencias..

## Antecedentes

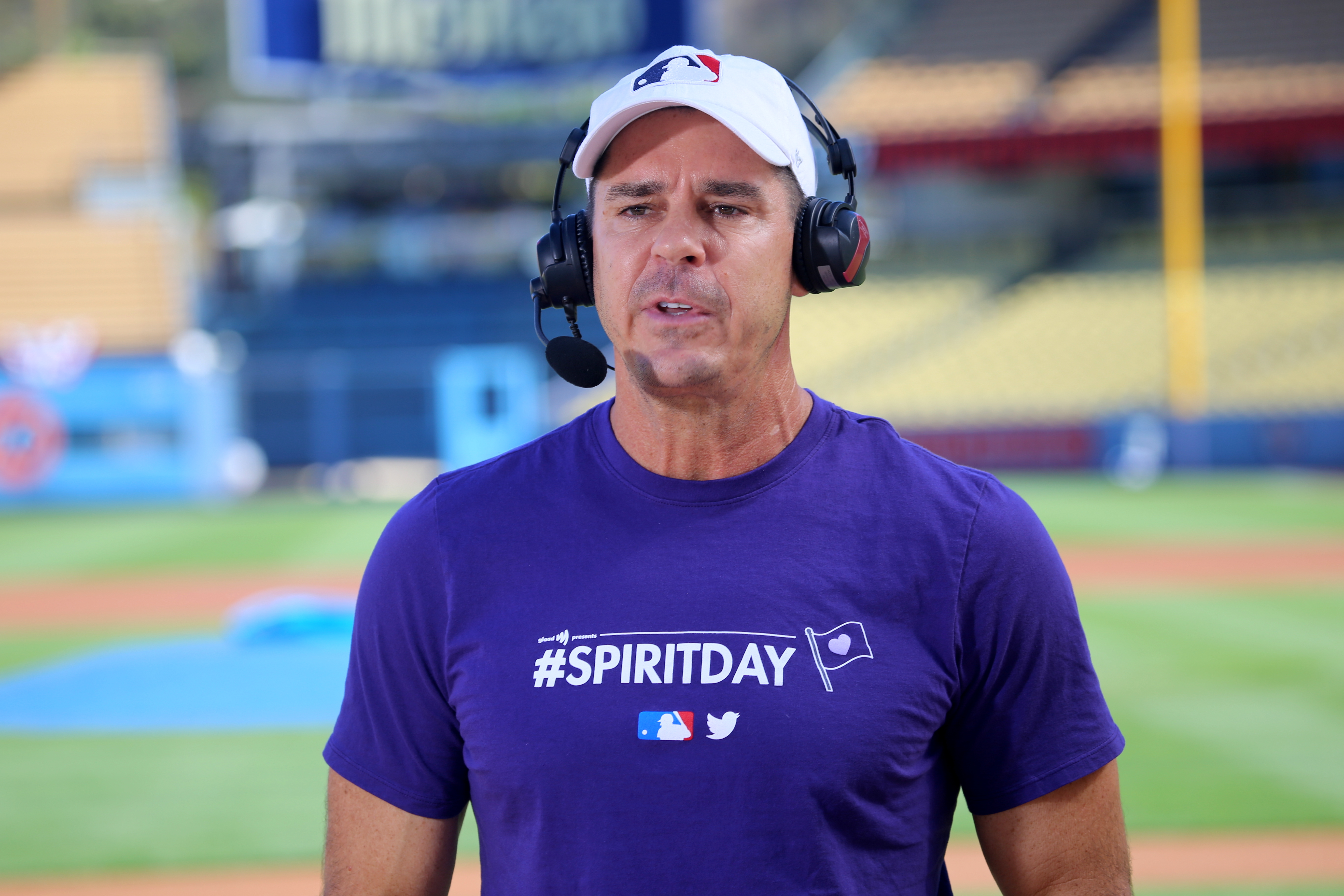
Billy Bean en el Dodger Stadium de Los Ángeles

Mientras Glenn Burke era abiertamente gay frente a sus compañeros y dueños de equipo en la década de 1970, y Billy Bean salió del clóset en 1999, después de retirarse de jugar en las Grandes Ligas durante ocho temporadas, al momento de escribir esta obra de teatro, ningún otro jugador de las Grandes Ligas había salido del clóset en público durante su carrera deportiva. Esta obra es la exploración dramática de cómo podría ser tal evento.
El dramaturgo Greenberg ha declarado que una de las cosas que lo impulsó a escribir esta obra de teatro sobre el béisbol, fue su inmersión profunda en el deporte en 1999, después de seguir la temporada récord de 114 victorias, de los Yankees de Nueva York el año anterior, comenzando con el juego perfecto de David Wells. Muchos creen que la inspiración para el personaje de Lemming, fue el exjugador de béisbol de las Grandes Ligas estadounidenses Derek Jeter de los Yankees, y del racista lanzador Shane Mungitt, el exlanzador de la Liga Nacional, John Rocker, entonces de los Bravos de Atlanta.

## Producciones

### Reparto original en Londres (2003)
Take Me Out se presentó en el Donmar Warehouse. del 20 de junio al 3 de agosto de 2002.
- Daniel Sunjata - Darren Lemming
- Neal Huff - Kippy Sunderstrom
- Denis O'Liebre - Mason Marzac
- Frederick Weller - Shane Mungitt
- Kevin Carroll - Davey Battle
- Dominic Fumusa - Toddy Koovitz
- Gen Gabriel - Rodriguez/Policía
- Robert M. Jimenez - Martinez/Policía
- Joe Lisi - Skipper/William R. Danziger
- Kohl Sudduth - Jason Chenier
- James Yaegashi - Takeshi Kawabata

### Reparto original en Broadway (2003–2004)
Después de una presentación Off-Broadway en The Public Theatre, la obra se presentó en el Walter Kerr Theatre, del 27 de febrero de 2003 al 4 de enero de 2004.
- Daniel Sunjata - Darren Lemming
- Neal Huff - Kippy Sunderstrom
- Denis O'Liebre - Mason Marzac
- Frederick Weller - Shane Mungitt
- Kevin Carroll - Davey Battle
- David Eigenberg - Toddy Koovitz
- Gen Gabriel - Rodriguez/Policía
- Robert M. Jimenez - Martinez/Policía
- Joe Lisi - Skipper/William R. Danziger
- Kohl Sudduth- Jason Chenier
- James Yaegashi - Takeshi Kawabata

### Reparto original de Singapur (2014)
Take Me Out fue producido en Singapur por Tim Garner Productions. La obra se estrenó el 8 de enero de 2014, y se prolongó hasta el 16 de enero, en el DBS Arts Center, luego se trasladó al Alliance Française Theatre, del 18 de enero al 31 de enero.
- Juan Jackson - Darren Lemming
- Hayden Tee - Mason Marzac
- Tim Garner - Kippy Sunderstrom
- Chris Bucko - Shane Mungitt
- Paul Lucas - Skipper

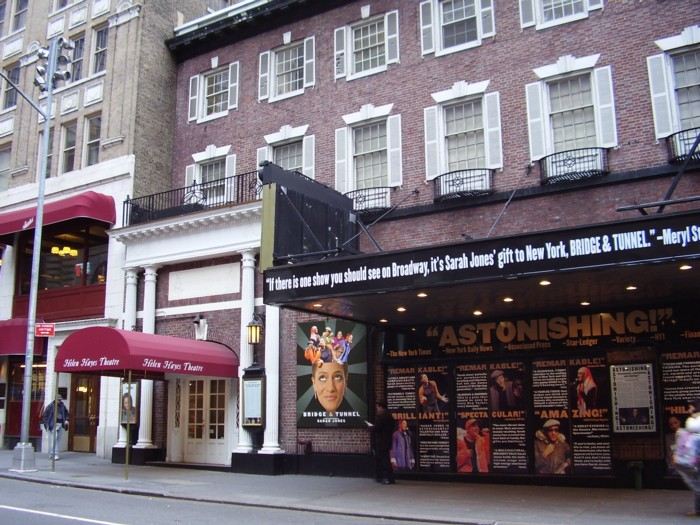
Hayes Theatre de Nueva York (2006)

- Seth Adams - Toddy Koovitz/Policía
- Kynan Francis - Jason Chenier/Policía
- Johnny James - Davey Battle
- Ren Robles - Rodriguez
- Jejie Esguerra - Martinez
- Hiro Mizuhara - Takeshi Kawabata
- William Ledbetter - William R. Danziger (Voz)El actor Jesse Tyler Ferguson junto a su esposo, el abogado Justin Mikita (2014)

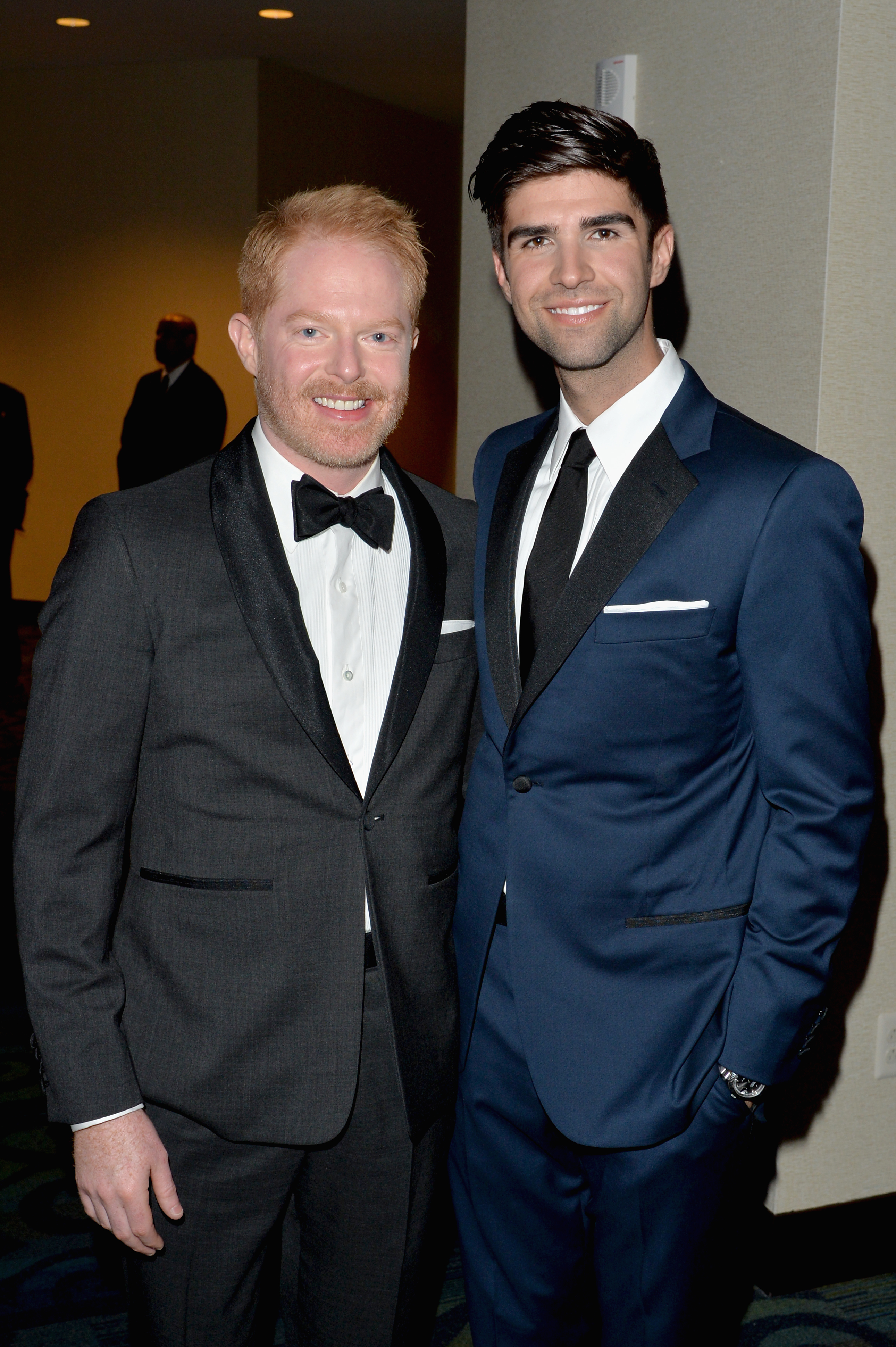
El actor Jesse Tyler Ferguson junto a su esposo, el abogado Justin Mikita (2014)

### Elenco de la reposición en Broadway (2020)
Una reposición en Broadway se llevará a cabo en el Hayes Theatre, comenzando con un preestreno el 2 de abril de 2020, y oficialmente, a partir del 23 de abril.
- Jesse Williams como Darren Lemming
- Jesse Tyler Ferguson como Mason Marzac

## Premios y reconocimientos

### Producción original de Broadway
| Año  | Premio                               | Categoría                                                              | Candidatura                                                            | Resultado |
| ---- | ------------------------------------ | ---------------------------------------------------------------------- | ---------------------------------------------------------------------- | --------- |
| 2003 | Premios Tony                         | Mejor obra de teatro                                                   | Mejor obra de teatro                                                   | Ganador   |
| 2003 | Premios Tony                         | Mejor actor de reparto en una obra de teatro                           | Denis O'Liebre                                                         | Ganador   |
| 2003 | Premios Tony                         | Mejor actor de reparto en una obra de teatro                           | Daniel Sunjata                                                         | Ganador   |
| 2003 | Premios Tony                         | Mejor dirección de una obra de teatro                                  | Joe Mantello                                                           | Ganador   |
| 2003 | Drama Desk Award                     | Obra de teatro excepcional                                             | Obra de teatro excepcional                                             | Ganador   |
| 2003 | Drama Desk Award                     | Actor excepcional en una obra de teatro                                | Daniel Sunjata                                                         | Ganador   |
| 2003 | Drama Desk Award                     | Director excepcional de una obra de teatro                             | Joe Mantello                                                           | Nominado  |
| 2003 | Drama Desk Award                     | Mejor actor destacado en una obra                                      | Denis O'Liebre                                                         | Ganador   |
| 2003 | Drama Desk Award                     | Mejor actor destacado en una obra                                      | Frederick Weller                                                       | Nominado  |
| 2003 | Drama Desk Award                     | Diseño escenográfico excepcional                                       | Scott Pask                                                             | Nominado  |
| 2003 | Drama Desk Award                     | Diseño de sonido excepcional en una obra de teatro                     | Janet Kalas                                                            | Nominado  |
| 2003 | Drama Desk Award                     | Excelente diseño de iluminación                                        | Kevin Adams                                                            | Nominado  |
| 2003 | Drama League Award                   | Drama League Award por la producción distinguida de una obra de teatro | Drama League Award por la producción distinguida de una obra de teatro | Ganador   |
| 2003 | Lucille Lortel Award                 | Obra de teatro excepcional                                             | Obra de teatro excepcional                                             | Ganador   |
| 2003 | New York Drama Critics' Circle Award | Mejor obra de teatro                                                   | Mejor obra de teatro                                                   | Ganador   |
| 2003 | Premio Pulitzer                      | Premio Pulitzer a mejor obra de teatro                                 | Premio Pulitzer a mejor obra de teatro                                 | Nominado  |

## Lecturas
- Greenberg, Richard (2003). Take Me Out: A Play. New York: Faber and Faber. ISBN 0-571-21118-6. OCLC 52722075.